# George Cruikshank

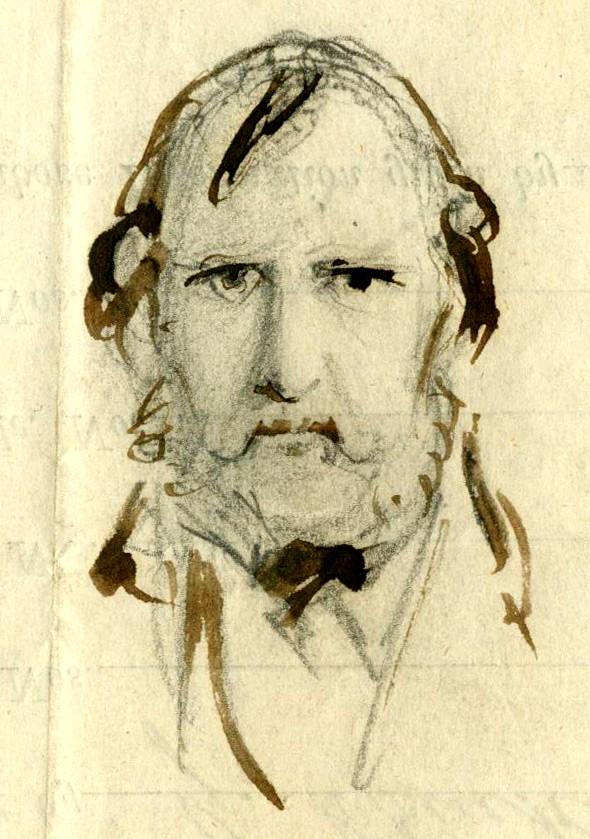
George Cruikshank, Selbstporträt

George Cruikshank (* 27. September 1792 in London; † 1. Februar 1878 ebenda) war ein britischer Karikaturist und Illustrator und Kupferstecher. Er gilt als Nachfolger des 1815 verstorbenen James Gillray.

## Leben und Werk
George Cruikshank wurde 1792 als zweiter Sohn des Lithographen Isaac Cruikshank in London geboren. Bereits im Alter von zwölf Jahren begann er Scheine für Kinderlotterien, Groschenhefte, Grußkarten und Straßenballaden zu illustrieren. Nach dem Tod Admiral Nelsons in der Seeschlacht von Trafalgar im Jahr 1805 zeichnete Cruikshank dessen Begräbnis, ein Jahr später karikierte er Napoleon und den britischen König Georg III. In den folgenden Jahren entstanden eine Reihe von Napoleon-Karikaturen, erste größere Bekanntheit erlangte Cruikshank aber 1819 mit der Illustration der Satire The political house that Jack built von William Hone, die das sogenannte „Peterloo-Massaker“ vom 16. August 1819 thematisierte. Mit der Illustration von Pierce Egans Life in London, das von Oktober 1820 bis 1821 in Monatslieferungen erschien, gelang Cruikshank der endgültige Durchbruch.

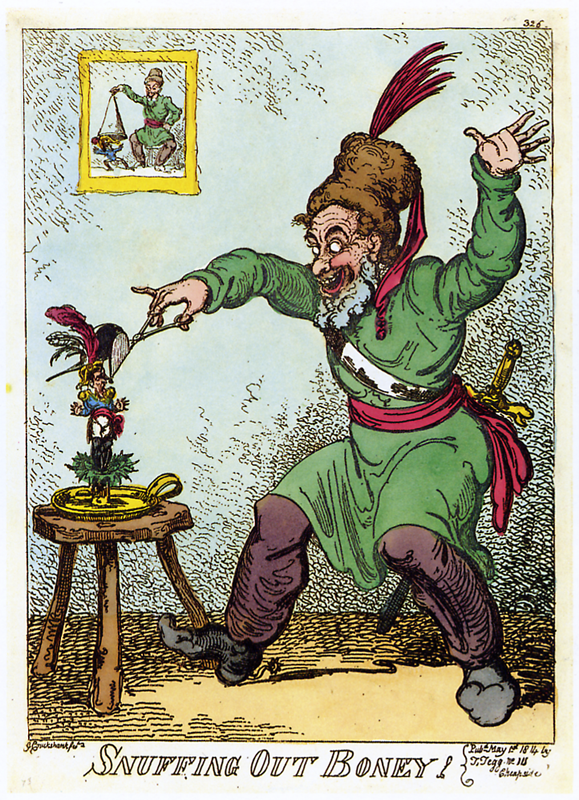
Boney wird ausgelöscht!, 1814

Die Illustrationen von William Clarke Three courses and a dessert (1830) und William Carpenters Political Alphabet (1831) festigten seinen Ruf als bester englischer Buchillustrator. Neben seinen politischen Karikaturen illustrierte Cruikshank unter anderem Grimms Märchen (1823), Chamissos Peter Schlemihls wundersame Geschichte (1823), Defoes Robinson Crusoe (1831), den Don Quijote von Cervantes (1833), Scotts Waverley-Romane (1836) sowie den Oliver Twist von Dickens (1837).

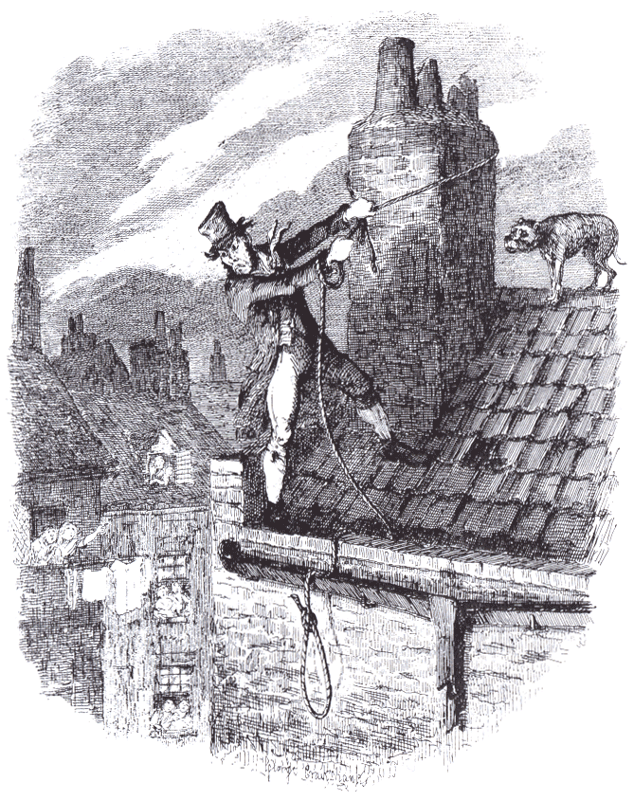
Kupferstich-Illustration Cruikshanks zu Charles Dickens’ Oliver Twist, 1837

Noch immer unter dem Eindruck des Alkoholtodes seines Vaters im Jahre 1811 stehend, trat Cruikshank 1847 einer Temperenzbewegung bei, die sich für ein alkoholfreies Leben einsetzte. Mit Hilfe seiner Illustrationen wurden die beiden Traktate The bottle und The drunkards children zu einem großen Erfolg. 1875 fertigte Cruikshank seinen letzten Kupferstich an und starb drei Jahre später in seiner Heimatstadt London.